# Bruno Béthouart
Pour les articles homonymes, voir Béthouart.
Bruno Béthouart, né le 28 novembre 1948 à  Airon-Saint-Vaast (département du Pas-de-Calais), est un historien, universitaire et écrivain français.

## Biographie
Bruno Béthouart naît le 28 novembre 1948 à  Airon-Saint-Vaast dans le département du Pas-de-Calais.
Après son DEUG d’histoire en 1970, il passe sa licence d'histoire en juin 1971 puis sa maîtrise d’histoire sur « le MRP dans l’arrondissement de Lille » sous la direction d'Yves-Marie Hilaire obtenue avec mention très bien, en juin 1972.
Il passe son CAPES d'histoire-géographie en juin 1973 et passe sa thèse de doctorat de troisième cycle sur « le MRP dans le Nord-Pas-de-Calais » le 22 novembre 1980 à université Lille-III sous la direction d'Yves-Marie Hilaire, le jury étant présidé par Pierre-Henri Teitgen, ancien ministre, professeur à Paris I, Françoise Mayeur et Louis Trenard de l’université Lille-III. Il est reçu avec la mention très bien.
Les différents thèmes de recherche qu'il développe sont :
- la démocratie chrétienne, le syndicalisme chrétien en France et en Europe ;
- l’histoire politique, sociale et religieuse en France et dans la région Nord-Pas-de-Calais[1].

Après sa soutenance de thèse, le 24 septembre 1997 à l’université Lille-III, sous la direction d'Yves-Marie Hilaire, rapporteur, professeur à Lille-III, sous le titre « Le Mouvement républicain populaire (MRP) et la question sociale (1944-1967) », Bruno Béthouart est reconnu digne du grade de l'habilitation à diriger des travaux de recherches.
Il est nommé professeur des universités en histoire contemporaine à l’université du Littoral-Côte-d'Opale (ULCO) à compter du 1er septembre 1998 où Il en est le vice-président de 2001 à 2009.
Il occupe la fonction de directeur de la maison de la recherche en sciences humaines de Boulogne-sur-Mer de 1995 à 2014.
Il est professeur des universités émérite d’histoire contemporaine à l'université Littoral-Côte-d’Opale.
Les différents thèmes de recherche qu'il développe sont :
- la démocratie chrétienne, le syndicalisme chrétien en France et en Europe ;
- l’histoire politique, sociale et religieuse en France et dans la région Nord-Pas-de-Calais[1].

À la fin des années 2000, il s'intéresse à la vie politique et devient maire de Montreuil-sur-Mer de 2008 à 2014, il est, durant la même période, président de la communauté de communes du Montreuillois.
En décembre 2022, il est élu président de la société académique du Touquet-Paris-Plage,.

## Publications
Bruno Béthouart publie des ouvrages comme auteur, directeur de publication et éditeur scientifique.

### Auteur
- Bruno Béthouart, Histoire du M.R.P. dans l'arrondissement de Lille, Hachette (Paris), 1973, 4 microfiches de 98 images
- Bruno Béthouart, Le M. R. P. dans le Nord-Pas-de-Calais : 1944-1967, Éditions des Beffrois (Dunkerque), 1984, 165 p. (ISBN 2-9030-7795-9)
- Bruno Béthouart, Jules Catoire : 1899-1988, Artois presses Université (Arras), 1996, 352 p. (ISBN 2-9106-6304-3)
- Bruno Béthouart, Des syndicalistes chrétiens en politique, 1944-1962 : de la Libération à la Ve République, Presses universitaires du Septentrion (Villeneuve-d'Ascq), 1999, 323 p. (ISBN 2-8593-9579-2)
- Bruno Béthouart, Religion et culture en Europe occidentale : de 1800 à 1914, Éd. du Temps (Paris), 2001, 191 p. (ISBN 2-8427-4176-5)
- Bruno Béthouart, Histoire de Montreuil-sur-Mer, Étaples, Le Touquet-Paris-Plage : du Val de Canche à la Côte d'Opale, Éditions Privat, 2006, 255 p. (ISBN 2-7089-8341-5)
- Bruno Béthouart, Le Ministère du travail et de la sécurité sociale : de la Libération au début de la Ve République, Presses universitaires de Rennes, 2006, 365 p. (ISBN 2-7535-0327-3)
- Bruno Béthouart, La mine et la foi : Joseph Sauty, syndicaliste des gueules noires, Éd. les Échos du Pas-de-Calais (Lillers), 2009, 112 p. (ISBN 978-2-916-85307-9)
- Bruno Béthouart, Le MRP et la question sociale (1944-1967), Berlin, Éditions Universitaires Européennes, 2017, 446 p. (ISBN 978-3-330-86660-7).
- Bruno Béthouart et André Diligent, Itinéraire d’un chrétien démocrate du Nord, Villeneuve-d'Ascq, Presses universitaires du Septentrion, coll. « Histoire et civilisation », 2023, 369 p. (ISBN 978-2-7574-3810-7).

### Directeur de publication
- Bruno Béthouart (dir.), Napoléon, Boulogne et l'Europe : colloque international, Boulogne-sur-Mer, 7-9 mai 1998, sous la présidence du professeur Jean Tulard, Les cahiers du littoral (Boulogne-sur-Mer), 2001, 342 p. (ISBN 2-9516-5120-1)
- Bruno Béthouart (dir.), Napoléon III, Boulogne et l'Europe : colloque international et pluridisciplinaire, Boulogne-sur-Mer, Les cahiers du littoral (Boulogne-sur-Mer), 2002, 382 p. (ISBN 2-9516-5121-X)
- Bruno Béthouart (dir.), Histoire de Saint-Pol-sur-Ternoise, les Échos du Pas-de-Calais (Lillers), 2005, 424 p. (ISBN 2-9517-3287-2)
- Bruno Béthouart (dir.), Églises et pouvoirs : XIVe Université d'été Carrefour d'histoire religieuse, Poitiers, 11-14 juillet 2005, Maison de la recherche en sciences humaines (Boulogne-sur-Mer), 2007, 327 p. (ISBN 978-2-916-89502-4)
- Bruno Béthouart (dir.) et Xavier Boniface (dir.), La séparation des Églises et de l'État dans le Pas-de-Calais : un siècle d'histoire et d'archives, Les Cahiers du littoral (Dunkerque), 2007, 207 p. (ISBN 978-2-951-65123-4)
- Bruno Béthouart (dir.) et François Ars (dir.), Christianisme et lieux de mémoire : XVe Université d'été Carrefour d'histoire religieuse, Vannes, 10-13 juillet 2006, Les Cahiers du littoral (Dunkerque), 2008, 224 p. (ISBN 978-2-916-89504-8)
- Bruno Béthouart (dir.), Histoire de Montreuil-sur-Mer, Éd. Henry (Montreuil-sur-Mer), 2008, 404 p. (ISBN 978-2-917-69816-7)
- Bruno Béthouart (dir.), Michel Fourcade (dir.) et Christian Sorrel (dir.), Identités religieuses : dialogues et confrontations, construction et déconstruction / XVIIe Université d'été Carrefour d'histoire religieuse, Belley, 10-13 juillet 2008, Les cahiers du littoral (Dunkerque), 2010, 216 p. (ISBN 978-2-916-89508-6)
- Bruno Béthouart (dir.) et Pierre-Yves Kirschleger (dir.), Juifs et chrétiens à travers l'histoire : entre conflits et filiations : actes de la XIXe Université d'été du Carrefour d'histoire religieuse, Lyon, 10-13 juillet 2010, Les Cahiers du littoral (Dunkerque), 2011, 418 p. (ISBN 978-2-916-89513-0)
- Bruno Béthouart (dir.) et Xavier Boniface (dir.), Les chrétiens, la guerre et la paix : de la paix de Dieu à l'esprit d'Assise : [actes de la 18e Université d'été du Carrefour d'histoire religieuse, Douvres-la-Délivrande, 10-13 juillet 2009], Presses universitaires de Rennes (Rennes), 2012, 372 p. (ISBN 978-2-753-51805-6)
- Bruno Béthouart (dir.) et Christine Mengès-Le Pape (dir.), La transmission religieuse, entre continuité et rupture : actes de la XXe Université d'été du Carrefour d'histoire religieuse, Montauban, 9-12 juillet 2011, Les Cahiers du littoral (Dunkerque), 2012, 339 p. (ISBN 978-2-916-89515-4)
- Bruno Béthouart (dir.), Histoire d'Hesdin, Éd. les Échos du Pas-de-Calais (Lillers), 2013, 507 p. (ISBN 978-2-916-85316-1)
- Bruno Béthouart (dir.), Religions en fêtes : rites et liturgies : actes de la XXIe Université d'été du Carrefour d'histoire religieuse, Angers, 6-8 juillet 2012, Les Cahiers du littoral (Boulogne-sur-Mer), 2013, 239 p. (ISBN 978-2-916-89517-8)
- Bruno Béthouart (dir.) et Laurent Ducerf (dir.), Les laïcs dans les religions : actes de la XXIIe Université d'été du Carrefour d'histoire religieuse, Besançon, 9-12 juillet 2013, Les Cahiers du littoral (Dunkerque), 2014, 280 p. (ISBN 978-2-916-89522-2)
- Bruno Béthouart (dir.), Histoire d'Aire-sur-la-Lys : des origines à nos jours, Atelier galerie éditions (Aire-sur-la-Lys), 2019, 495 p. (ISBN 978-2-916-60129-8)
- Bruno Béthouart (dir.) et Marcel Launay (dir.), Les religions dans la rue, Saint-André-lez-Lille, Imprimerie Levêque, coll. « Les Cahiers du Littoral – 2 – no 14 », 2015, 355 p. (ISBN 978-2-916-89525-3)
- Bruno Béthouart (dir.) et Yves-Marie Hilaire (dir.), Foi et action publique, Saint-André-lez-Lille, Imprimerie Levêque, coll. « Les Cahiers du Littoral – 2 – no 15 », 2016, 391 p. (ISBN 978-2-916-89527-7)
- Bruno Béthouart (dir.) et Jean-François Galinier-Pallerola (dir.), La prédication dans l’histoire, Saint-André-lez-Lille, Imprimerie Levêque, coll. « Les Cahiers du Littoral – 2 – no 16 », 2017, 362 p. (ISBN 978-2-916-89528-4)
- Bruno Béthouart (dir.), Régis Burnet (dir.) et Jean-Pascal Gay (dir.), Figures de David d’hier à aujourd’hui, Saint-André-lez-Lille, Imprimerie Levêque, coll. « Les Cahiers du Littoral – 2 – no 16 », 2018, 269 p. (ISBN 978-2-916-89529-1)
- Bruno Béthouart (dir.), Michel Fourcade (dir.) et Pierre-Yves Kirschleger (dir.), Faire de l’histoire religieuse, Saint-André-lez-Lille, Imprimerie Levêque, coll. « Les Cahiers du Littoral – 2 – no 18 », 2019, 260 p. (ISBN 978-2-916-89530-7)
- Bruno Béthouart (dir.), Le corps dans la religion, Saint-André-lez-Lille, Imprimerie Levêque, coll. « Les Cahiers du Littoral – 2 – no 19 », juillet 2020, 419 p. (ISBN 978-2-916-89531-4)
- Bruno Béthouart (dir.) et Cyrille Dounot (dir.), Docteurs de la foi : Autorité, orthodoxie, enseignement, Saint-André-lez-Lille, Imprimerie Levêque, coll. « Les Cahiers du Littoral – 2 – no 20 », juillet 2022, 460 p. (ISBN 978-2-916-89534-5)
- Bruno Béthouart (dir.) et François Ars (dir.), Sacré et Nature, Saint-André-lez-Lille, Imprimerie Levêque, coll. « Les Cahiers du Littoral – 2 – no 21 », juillet 2023, 399 p. (ISBN 978-2-916-89536-9)

### Éditeur scientifique
- Bruno Béthouart et Alain Lottin, La dévotion mariale de l'an mil à nos jours, Impr. de l'Université d'Artois, 2005, 453 p. (ISBN 2-84832-021-4)
- Bruno Béthouart, Francis Delannoy et Thibault Tellier, Maurice Schumann, Impr. Université Charles-de-Gaulle-Lille-III, 2009, 125 p. (ISBN 978-2-905637-57-4)
- Bruno Béthouart (dir.), Stéphane Lebecq et Laurent Verslype, Quentovic : environnement, archéologie, histoire, Impr. Université Charles de Gaulle-Lille-III, 2010, 528 p. (ISBN 978-2-84467-123-3)

## Pour approfondir